# 国道429号

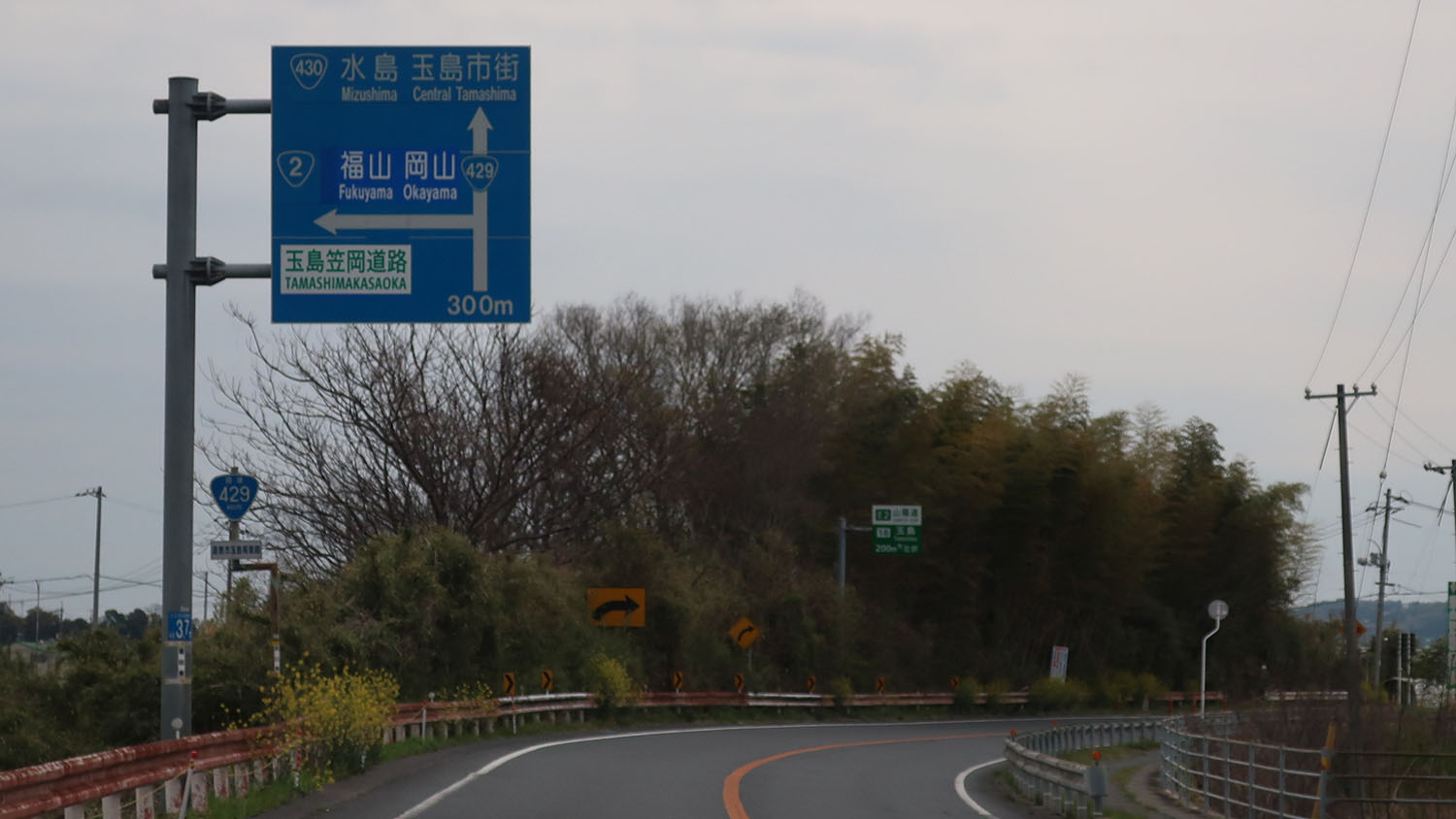
国道429号 起点側付近
岡山県倉敷市 竹川橋交差点付近
岡山県倉敷市玉島阿賀崎

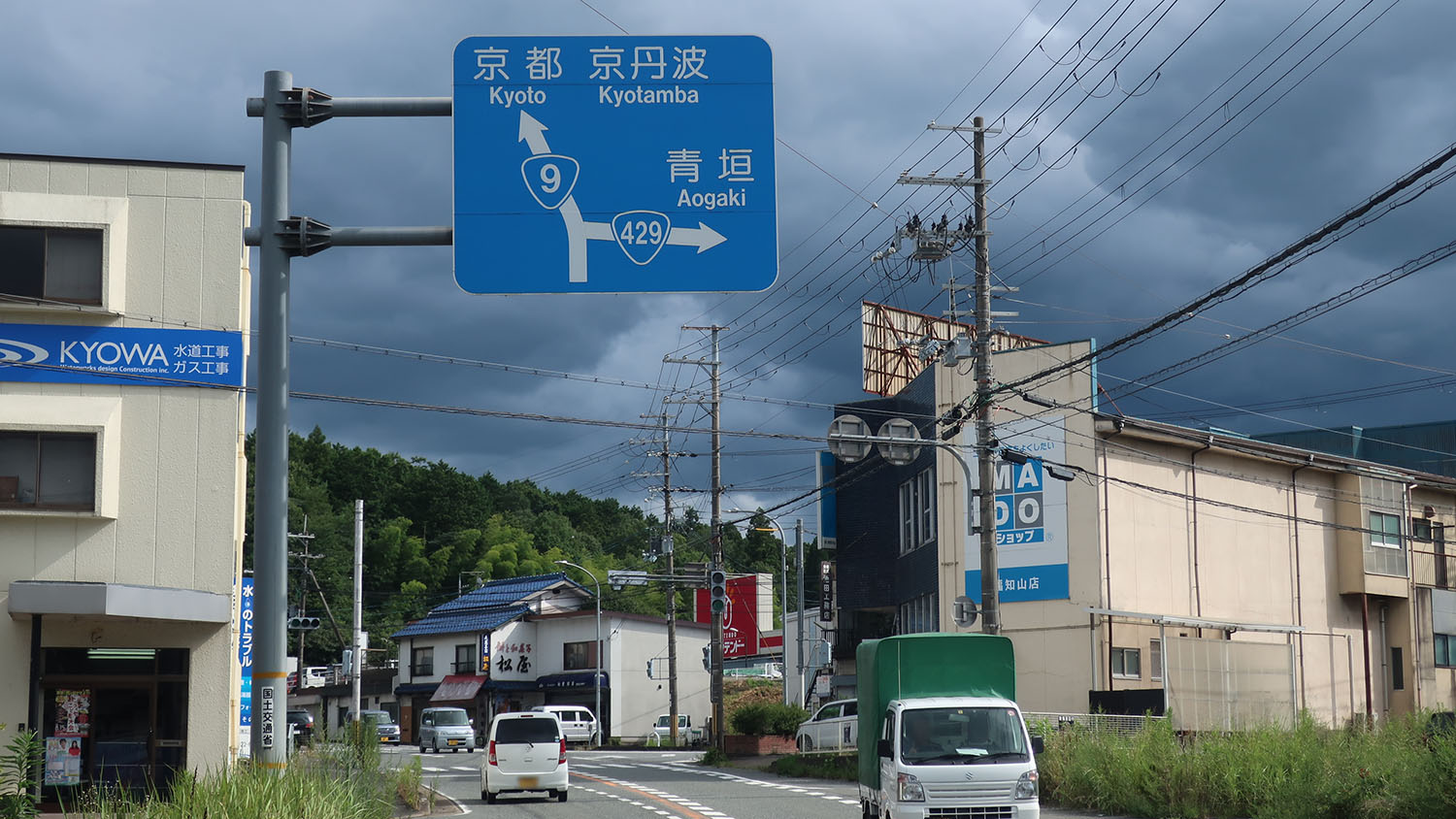
国道429号 終点
京都府福知山市 新庄交差点

国道429号（こくどう429ごう）は、岡山県倉敷市から京都府福知山市に至る一般国道である。

## 概要

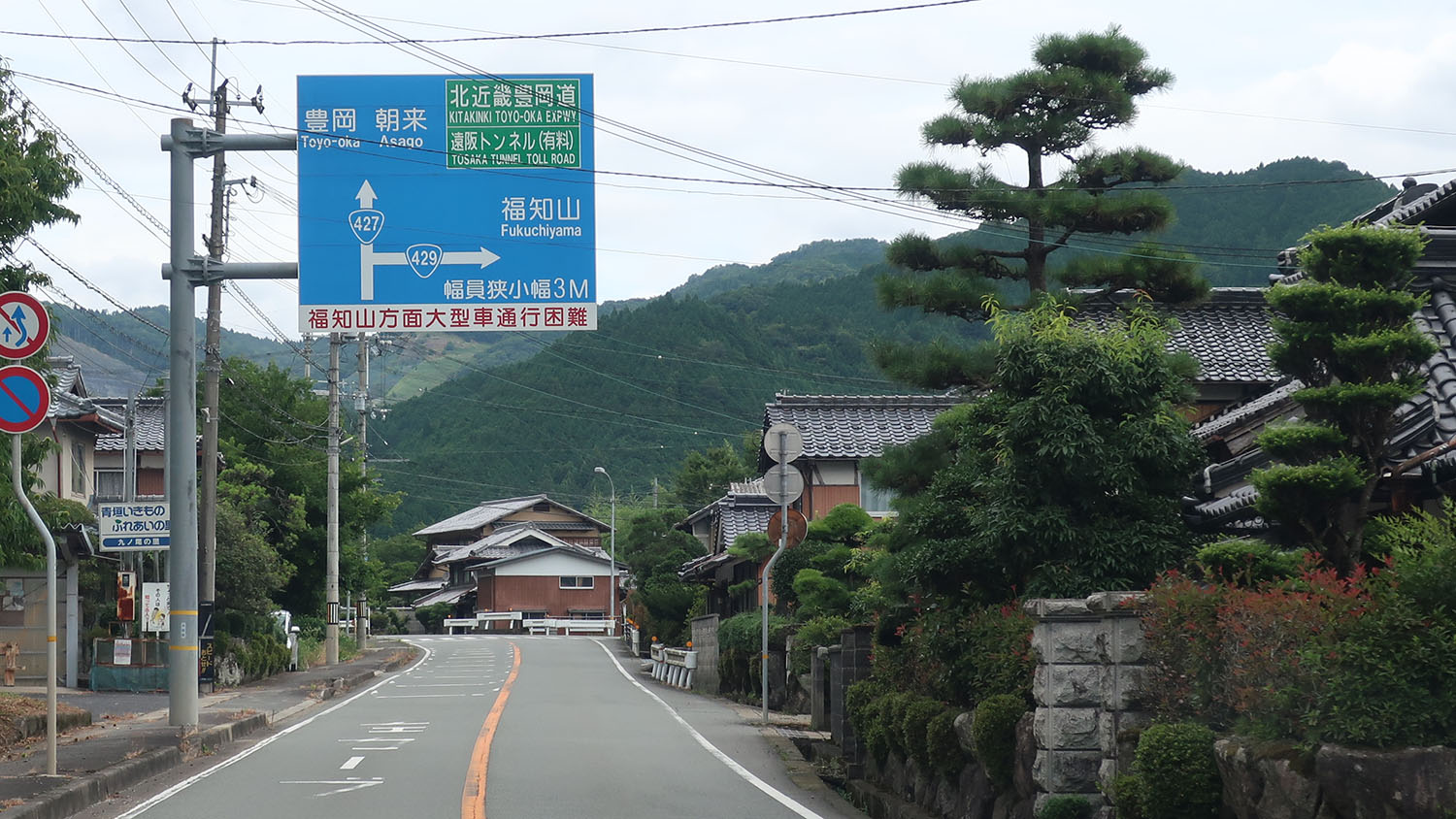
国道427号との分岐
（榎峠の入り口付近）
兵庫県丹波市青垣町

起点の岡山県倉敷市玉島で国道2号から分岐し、旧国道2号を東進して倉敷市大島交差点から北上、山陽自動車道 倉敷IC、岡山自動車道 岡山総社ICと接続して岡山県北東部の津山市を経由する。津山市からは向きを東寄りに変え、美作市の鳥取自動車道 大原ICと接続して兵庫県宍粟市、朝来市などを経て京都府福知山市新庄で国道9号に至る。総延長が約249 kmある一般国道の路線で、全線の多くは山間部にある。
もともとは府県道だった路線を国道に指定したもので、起点からの旧国道2号の区間を除き、狭小区間や急勾配、急カーブなど未整備区間が少なくなかったことから「酷道」のひとつに数えられている。現在は各所で整備工事が進められており、岡山県では旭バイパス（久米郡美咲町）の整備区間を除き、整備がほぼ完了している。しかし、志引峠を越えた兵庫県側では未整備区間が数多く残っており、峠越え区間で兵庫県の国道にしては珍しい「大型車通行困難」という道路標識が見受けられ、さらに冬季通行止め区間も存在する。
倉敷市浜ノ茶屋地内に起点方向への一方通行区間があるため、実質的に起点→終点の全線走破は不可能である。浜の茶屋交差点から浜の茶屋北交差点へ向かう道路は倉敷市道1011号酒津大島1号線、浜の茶屋北交差点から北東へ向かう道路は倉敷市道1017号三田五軒屋海岸通2号線で、国道指定されていない。

### 路線データ
一般国道の路線を指定する政令に基づく起終点および重要な経過地は次のとおり。
- 起点：倉敷市（唐船交差点 = 国道2号交点）
- 終点：福知山市（新庄交差点 = 国道9号交点）
- 重要な経過地：総社市、岡山市、岡山県御津郡加茂川町[注釈 2]、津山市、同県英田郡大原町[注釈 3]、兵庫県宍粟郡波賀町[注釈 4]、同県朝来郡朝来町[注釈 5]、同郡生野町[注釈 5]、同県氷上郡青垣町[注釈 6]
- 総延長 : 248.8 km（京都府 11.5 km、兵庫県 97.4 km、岡山県 123.8 km、岡山市 16.1 km）重用延長を含む[5][注釈 7]
- 重用延長 : 28.7 km（京都府 - km、兵庫県 14.6 km、岡山県 13.1 km、岡山市 1.0 km）[5][注釈 7]
- 未供用延長 : なし[5][注釈 7]
- 実延長 : 220.1 km（京都府 11.5 km、兵庫県 82.9 km、岡山県 110.7 km、岡山市 15.1 km）[5][注釈 7]
  - 現道 : 217.7 km（京都府 11.3 km、兵庫県 82.5 km、岡山県 108.9 km、岡山市 15.1 km）[5][注釈 7]
  - 旧道 : 0.1 km（京都府 0.1 km、兵庫県 - km、岡山県 - km、岡山市 - km）[5][注釈 7]
  - 新道 : 2.3 km（京都府 - km、兵庫県 0.4 km、岡山県 1.8 km、岡山市 - km）[5][注釈 7]
- 指定区間：国道180号、国道53号、国道29号と重複する区間（岡山県総社市・北國府交差点 - 岡山市北区・小山交差点、津山市・高尾交差点 - 高野交差点、兵庫県宍粟市・斉木口交差点 - 宍粟市波賀町上野）[6]

## 歴史
当初は、1982年（昭和57年）に指定された倉敷 - 津山間の一般国道である。1993年（平成5年）に津山 - 福知山間が延長指定され、現在は全長約249 kmにおよぶ倉敷 - 福知山間の一般国道の路線となっている。

### 年表
- 1982年（昭和57年）4月1日 - 一般国道429号（倉敷市 - 津山市）として指定施行[7]。
- 1988年（昭和63年） - 岡山県が倉敷総社バイパスの整備に着手。
- 1993年（平成5年）4月1日 - 津山市から福知山市にかけて、県道津山大原線、県道朝来大原線、県道生野青垣線、府県道福知山青垣線が指定され[要出典]、一般国道429号（倉敷市 - 福知山市）として指定施行[8]。
- 2010年（平成22年）4月28日 - 倉敷総社バイパスの全線が整備完了。
- 2016年（平成28年）2月23日 - 岡山県告示第96号により倉敷市玉島阿賀崎における区間[注釈 8]の路線延伸[9]。

## 路線状況

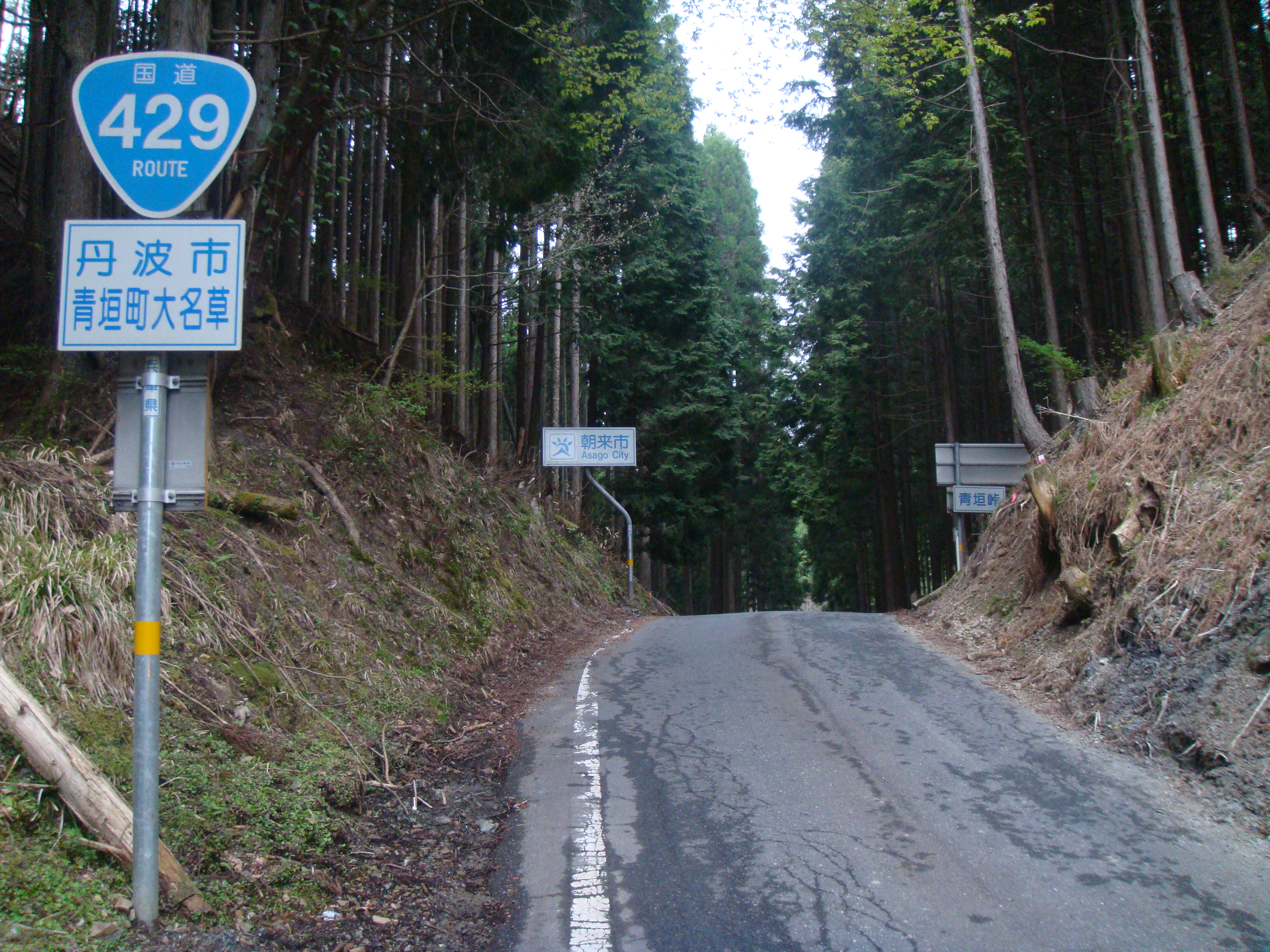
生野峠（青垣峠）区間より撮影
（2010年5月）

起点は倉敷市玉島阿賀崎の国道2号唐船交差点から分岐する。山陽道筋に霞橋を渡って高梁川沿いに大島交差点で折れて北へ進んで行き、倉敷市にある山陽自動車道の倉敷IC付近までは交通量が多く、交通渋滞も起こる。同市内にある岡山自動車道の岡山総社IC付近は国道180号と重複する区間（総社・一宮バイパス）がある。岡山県久米郡美咲町にある旭川に沿う岡山県道30号落合建部線との重複する区間は旭川を江与味橋と西川大橋の2つ橋で渡り、クランク状の線形をとる。ここにある江与味橋は狭く、センターラインはない。津山市内は国道53号と重複する交通量の多い区間で、新河辺交差点以西は国道53号・国道179号・国道429号の3路線が重複する区間となる。
美作 - 朝来間は岡山・兵庫県境の志引峠、宍粟市の高野峠という二つの峠を越えてゆく山間の1.5車線の道路が続き、高野峠付近はすれ違い困難な1車線の狭く林道のような雰囲気を持つ。高野峠付近には「幅員狭小大型車通行不能」の看板があり、峠に近づくと幅員が狭くなる。宍粟市一宮町上岸田では、揖保川沿いの兵庫県道6号養父宍粟線と重複する区間があり、集落内の隘路となる。
朝来 - 福知山間は、朝来市・丹波市境にある青垣峠（生野峠）、丹波市・福知山市境にある榎峠と峠越えが2つある区間で、いずれもすれ違い困難な1車線の隘路があり、特に榎峠越えは大型車が通行できない4か所のヘアピンカーブが兵庫県側にある。朝来市の国道312号交点付近で朝来市生野庁舎がある口銀谷交差点付近は、案内標識が無い交差点を右左折する。終点・新庄交差点付近は2車線の道路となる。
榎峠や高野峠など、林道の様相のいわゆる「酷道」区間がいくつか点在するが、一つ一つの酷道区間は短い。

### バイパス

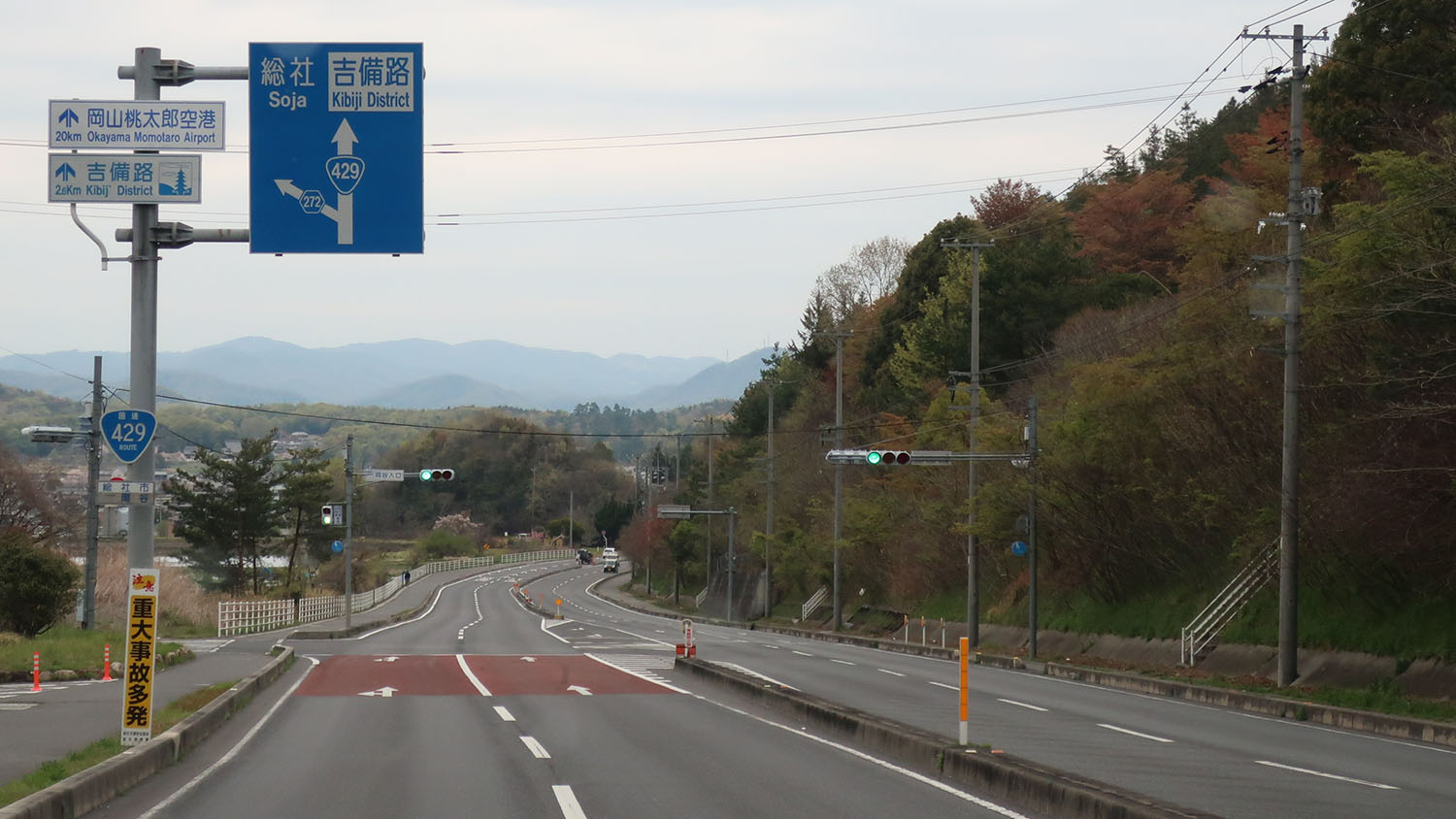
倉敷総社バイパス
岡山県総社市岡谷

- 倉敷総社バイパス

岡山県倉敷市西坂から岡山県総社市総社字北國府に至る延長5.8 kmのバイパス。吉備路を南北に貫く総社市岡谷 - 総社市総社間は、既存の農免道を拡幅し整備が行われた。2010年（平成22年）4月28日午前10時に供用開始した。
- 総社バイパス

岡山県総社市総社総社字北國府から岡山県岡山市北区門前に至るバイパス道路。これに該当する区間は、総社・一宮バイパスの部分区間にあたり国道180号の重複区間である。
- 足守バイパス

- 旭バイパス

- 休乢トンネル
- とりがたわ道路

- 兵庫県宍粟市の千種町岩野辺から波賀町斉木に至る延長2.9 kmのバイパス。カーブが連続し、幅員が狭くいために通行の難所となっていた鳥ヶ乢峠をトンネルによりバイパスしている[12][13]。2008年11月11日に供用開始[14]。
- 神子畑バイパス

兵庫県朝来市佐嚢（神子畑地区）に建設された延長640 mのバイパス。幅員は車道2車線6.0 m、全幅9.0 mで、総事業費は約5億円。この道路工事にあわせてムーセ旧居が移築、改修されている。
- 榎峠バイパス

榎峠を1.1kmのトンネルでバイパスする総延長2.4kmの道路計画。2020年度事業化。総事業費は43億円、2026年度完成を見込む

### 重複区間

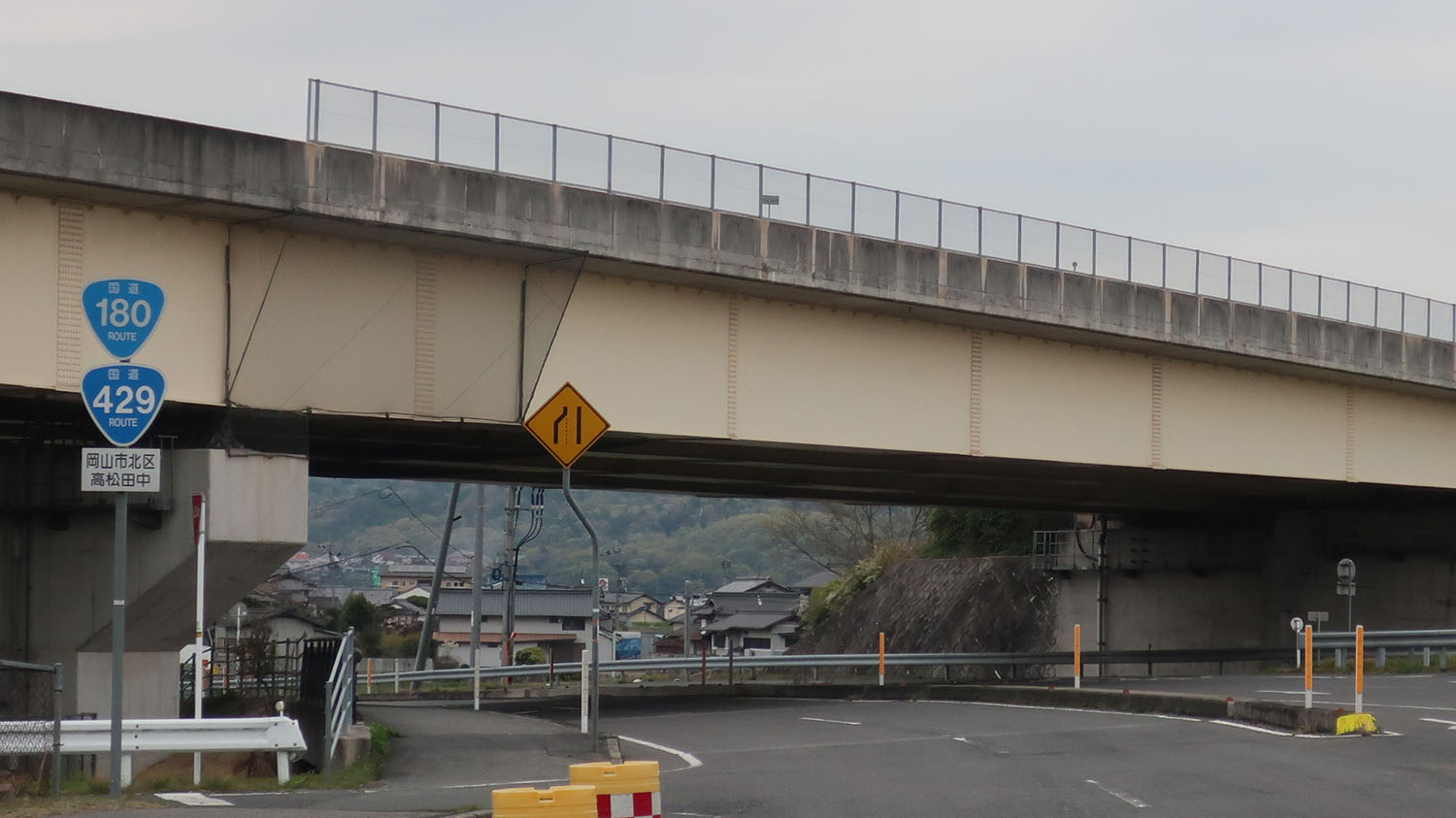
国道180号との重複
総社・一宮バイパス
岡山県岡山市北区高松田中

- 国道180号総社・一宮バイパス（岡山県総社市総社・北國府交差点 - 岡山市北区門前・小山交差点）
- 国道484号（岡山県加賀郡吉備中央町上加茂 - 下加茂）
- 国道53号（岡山県津山市高尾・高尾交差点 - 津山市高野本郷・高野交差点）
- 国道179号（岡山県津山市一方・一方交差点 - 津山市河辺・新河辺交差点）
- 国道373号（岡山県美作市中町・中町交差点 - 美作市古町・古町交差点）
- 国道29号（兵庫県宍粟市波賀町上野・斉木口交差点 - 宍粟市波賀町上野）
- 国道312号（兵庫県朝来市山口・朝来インター東交差点 - 朝来市生野町口銀谷）
- 国道427号（兵庫県丹波市青垣町大名草 - 丹波市青垣町中佐治）

### 道路施設

#### 道の駅
- 岡山県
  - かもがわ円城（加賀郡吉備中央町）

### 並行する旧街道
- 岡山県倉敷市
  - 近代鴨方往来
  - 近世・近代鴨方往来
- 倉敷市 - 吉備中央町
  - 大山道

### 交通量
24時間交通量（平成17年度道路交通センサス）
| 都道府県名 | 地点                 | 台数   |
| ---------- | -------------------- | ------ |
| 岡山県     | 倉敷市玉島乙島字狐島 | 20,427 |
| 兵庫県     | 宍粟市千種町西山     | 512    |

## 地理

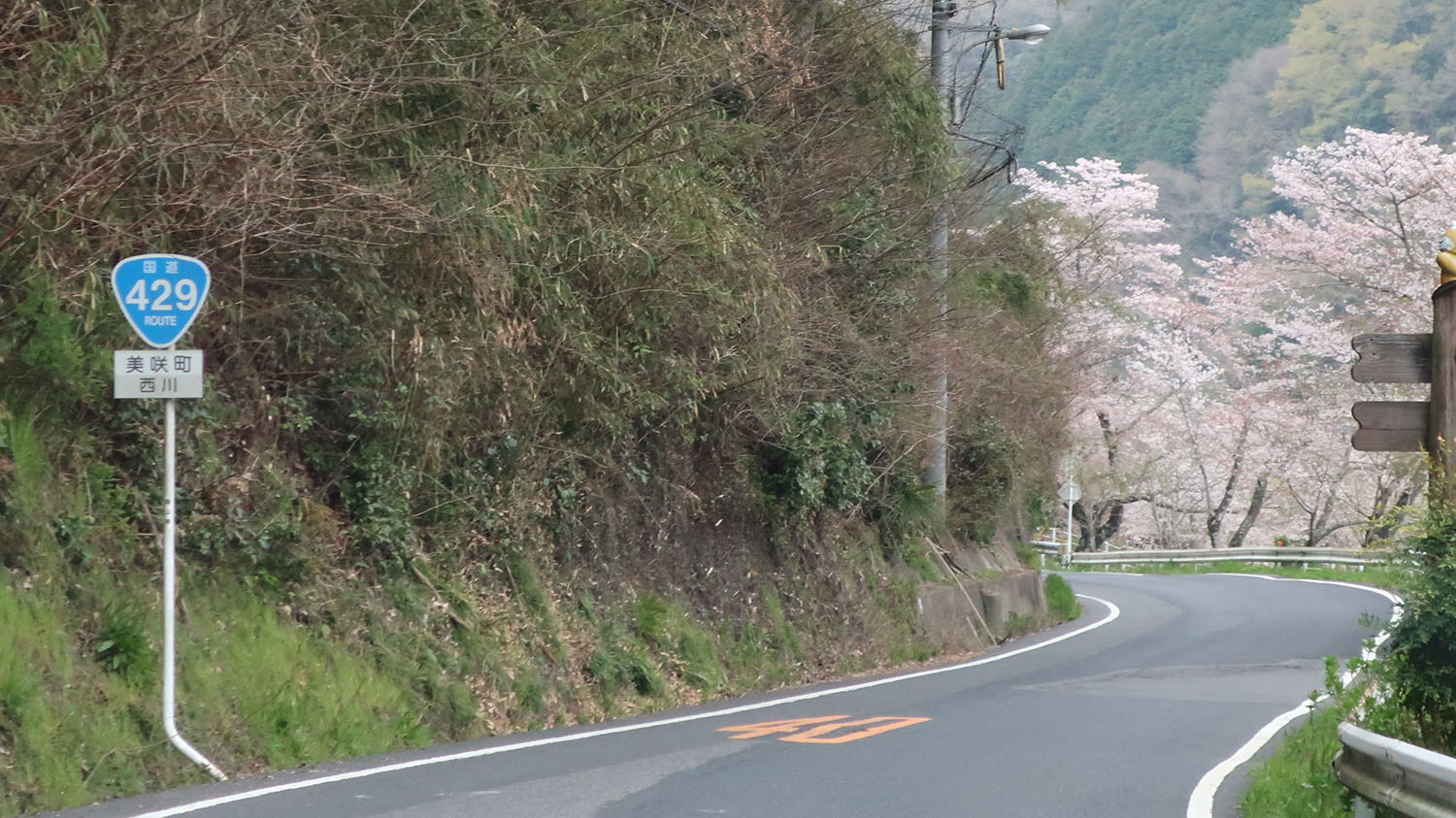
岡山県久米郡美咲町西川上
（2019年4月撮影）

### 通過する自治体
- 岡山県
  - 倉敷市 - 総社市 - 岡山市（北区） - 加賀郡吉備中央町 - 久米郡美咲町 - 津山市 - 久米郡美咲町 - 津山市 - 勝田郡勝央町 -美作市
- 兵庫県
  - 宍粟市 - 朝来市 - 丹波市
- 京都府
  - 福知山市

### 交差する道路
| 交差する道路                                                                                           | 都道府県名 | 市町村名 | 市町村名   | 交差する場所               | 交差する場所                   |
| --- | ---------- | -------- | ---------- | -------------------------- | ------------------------------ |
| 国道2号 岡山県道398号水島港唐船線                                                                      | 岡山県     | 倉敷市   | 倉敷市     | 玉島阿賀崎（あがさき）     | 唐船（とうせん）交差点 / 起点  |
| 岡山県道382号本庄玉島線                                                                                | 岡山県     | 倉敷市   | 倉敷市     | 玉島阿賀崎                 | 竹川橋交差点                   |
| 国道2号 倉敷市道1119号柏島道越線                                                                       | 岡山県     | 倉敷市   | 倉敷市     | 玉島阿賀崎                 | 四ツ土井交差点                 |
| 岡山県道35号倉敷成羽線 岡山県道47号倉敷長浜笠岡線                                                      | 岡山県     | 倉敷市   | 倉敷市     | 玉島阿賀崎4丁目            | 変電所前交差点                 |
| 岡山県道41号新倉敷停車場線 岡山県道191号玉島港線                                                       | 岡山県     | 倉敷市   | 倉敷市     | 玉島中央町1丁目            | 中央町一丁目交差点             |
| 岡山県道54号倉敷美袋線                                                                                 | 岡山県     | 倉敷市   | 倉敷市     | 玉島上成（うわなり）       | 霞橋西詰交差点                 |
| 国道430号 岡山県道428号倉敷西環状線 重複区間起点                                                       | 岡山県     | 倉敷市   | 倉敷市     | 連島町西之浦               | 霞橋東詰交差点                 |
| 岡山県道428号倉敷西環状線 重複区間終点                                                                 | 岡山県     | 倉敷市   | 倉敷市     | 片島町                     | 片島交差点                     |
| 国道2号                                                                                                | 岡山県     | 倉敷市   | 倉敷市     | 中島                       | 大西交差点                     |
| 岡山県道188号水島港線 岡山県道277号中島西阿知停車場線 岡山県道396号酒津中島線                          | 岡山県     | 倉敷市   | 倉敷市     | 中島                       | 中島交差点                     |
| 岡山県道60号倉敷笠岡線 倉敷市道1018号三田五軒屋海岸通3号線                                             | 岡山県     | 倉敷市   | 倉敷市     | 老松町5丁目                | 老松西交差点                   |
| 岡山県道274号福田老松線                                                                                | 岡山県     | 倉敷市   | 倉敷市     | 川西町                     | NTT倉敷東交差点                |
| 倉敷市道1030号駅前古城池霞橋線                                                                         | 岡山県     | 倉敷市   | 倉敷市     | 阿知2丁目                  | 倉敷駅前交差点                 |
| 岡山県道24号倉敷清音線                                                                                 | 岡山県     | 倉敷市   | 倉敷市     | 昭和1丁目                  | 昭和町交差点                   |
| 岡山県道22号倉敷玉野線 岡山県道162号岡山倉敷線                                                         | 岡山県     | 倉敷市   | 倉敷市     | 大島（おおじま）           | 大島交差点                     |
| 倉敷市道1011号酒津大島1号線                                                                            | 岡山県     | 倉敷市   | 倉敷市     | 浜ノ茶屋1丁目              | 浜の茶屋交差点                 |
| 倉敷市道1017号三田五軒屋海岸通2号線                                                                    | 岡山県     | 倉敷市   | 倉敷市     | 浜ノ茶屋                   | [ 注釈 11 ]                    |
| 岡山県道469号倉敷総社線                                                                                | 岡山県     | 倉敷市   | 倉敷市     | 平田                       |                                |
| 倉敷市道1016号三田五軒屋海岸通1号線                                                                    | 岡山県     | 倉敷市   | 倉敷市     | 平田                       | 平田交差点                     |
| E2 山陽自動車道                                                                                        | 岡山県     | 倉敷市   | 倉敷市     | 西坂                       | 17 倉敷IC                      |
| 岡山県道272号水別総社線                                                                                | 岡山県     | 総社市   | 総社市     | 岡谷（おかだに）           | 岡谷入口交差点                 |
| 岡山県道270号清音真金線                                                                                | 岡山県     | 総社市   | 総社市     | 岡谷                       | 国分寺西交差点                 |
| 岡山県道700号岡山総社自転車道線                                                                        | 岡山県     | 総社市   | 総社市     | 三須                       |                                |
| 国道180号 / 現道                                                                                       | 岡山県     | 総社市   | 総社市     | 井手                       | 国分寺口交差点                 |
| 国道180号 / 総社・一宮バイパス 重複区間起点                                                            | 岡山県     | 総社市   | 総社市     | 総社                       | 北國府（きたこう）交差点       |
| 岡山県道192号服部停車場線                                                                              | 岡山県     | 総社市   | 総社市     | 南溝手                     | 服部駅入口交差点               |
| 国道180号 / 現道                                                                                       | 岡山県     | 総社市   | 総社市     | 窪木                       | 県立大学入口交差点             |
| E73 岡山自動車道                                                                                       | 岡山県     | 岡山市   | 北区       | 高松田中                   | 高松田中交差点 1 岡山総社IC    |
| 国道180号 重複区間終点                                                                                 | 岡山県     | 岡山市   | 北区       | 門前                       | 小山（こやま）交差点           |
| 岡山県道701号岡山賀陽自転車道線                                                                        | 岡山県     | 岡山市   | 北区       | 門前                       |                                |
| 岡山県道271号総社足守線 重複区間起点                                                                   | 岡山県     | 岡山市   | 北区       | 上土田                     |                                |
| 岡山県道271号総社足守線 重複区間終点                                                                   | 岡山県     | 岡山市   | 北区       | 足守                       |                                |
| 岡山県道701号岡山賀陽自転車道線 重複区間起点                                                           | 岡山県     | 岡山市   | 北区       | 大井                       |                                |
| 岡山県道701号岡山賀陽自転車道線 重複区間終点                                                           | 岡山県     | 岡山市   | 北区       | 大井                       |                                |
| 岡山県道71号建部大井線 岡山県道76号総社三和線 重複区間起点                                             | 岡山県     | 岡山市   | 北区       | 大井                       |                                |
| 岡山県道701号岡山賀陽自転車道線 重複区間起点                                                           | 岡山県     | 岡山市   | 北区       | 粟井                       |                                |
| 岡山県道76号総社三和線 重複区間終点                                                                    | 岡山県     | 岡山市   | 北区       | 西山内（にしやまのうち）   |                                |
| 岡山県営広域営農団地農道吉備高原地区 / 吉備高原街道                                                    | 岡山県     | 岡山市   | 北区       | 東山内（ひがしやまのうち） |                                |
| 岡山県道72号岡山賀陽線 / 吉備新線 岡山県道249号掛畑虎倉線 岡山県道701号岡山賀陽自転車道線 重複区間終点 | 岡山県     | 岡山市   | 北区       | 掛畑                       | [ 注釈 12 ]                    |
| 国道484号 重複区間起点                                                                                 | 岡山県     | 加賀郡   | 吉備中央町 | 上加茂（かみがも）         |                                |
| 岡山県道31号高梁御津線 重複区間起点                                                                    | 岡山県     | 加賀郡   | 吉備中央町 | 下加茂（しもがも）         |                                |
| 国道484号 重複区間終点                                                                                 | 岡山県     | 加賀郡   | 吉備中央町 | 下加茂                     |                                |
| 岡山県道31号高梁御津線 重複区間終点                                                                    | 岡山県     | 加賀郡   | 吉備中央町 | 下加茂                     |                                |
| 岡山県道372号下土井下加茂線                                                                            | 岡山県     | 加賀郡   | 吉備中央町 | 円城                       |                                |
| 岡山県道371号豊岡上小森線                                                                              | 岡山県     | 加賀郡   | 吉備中央町 | 小森                       |                                |
| 国道429号 / 旭バイパス                                                                                 | 岡山県     | 加賀郡   | 吉備中央町 | 小森                       |                                |
| 岡山県道49号高梁旭線                                                                                   | 岡山県     | 久米郡   | 美咲町     | 江与味                     |                                |
| 岡山県道30号落合建部線 重複区間起点                                                                    | 岡山県     | 久米郡   | 美咲町     | 西垪和（にしはが）         |                                |
| 国道429号 / 旭バイパス 岡山県道30号落合建部線 重複区間終点                                             | 岡山県     | 久米郡   | 美咲町     | 西川上（にしがわかみ）     |                                |
| 岡山県道374号中西川線                                                                                  | 岡山県     | 久米郡   | 美咲町     | 西川（にしがわ）           |                                |
| 岡山県道342号大垪和西小山旭線                                                                          | 岡山県     | 久米郡   | 美咲町     | 西川                       |                                |
| 岡山県道341号坪井下栃原線                                                                              | 岡山県     | 久米郡   | 美咲町     | 南                         | [ 注釈 13 ]                    |
| 岡山県道455号小山桑上線                                                                                | 岡山県     | 津山市   | 津山市     | 里公文（さとくもん）       |                                |
| 岡山県道159号久米中央線 重複区間起点                                                                   | 岡山県     | 津山市   | 津山市     | 桑下（くわしも）           |                                |
| 岡山県道159号久米中央線 重複区間終点                                                                   | 岡山県     | 津山市   | 津山市     | 戸脇                       |                                |
| 岡山県道70号久米建部線                                                                                 | 岡山県     | 久米郡   | 美咲町     | 錦織（にしこり）           |                                |
| 国道53号 重複区間起点                                                                                  | 岡山県     | 津山市   | 津山市     | 高尾                       | 高尾交差点                     |
| 岡山県道449号押淵皿線                                                                                  | 岡山県     | 津山市   | 津山市     | 皿                         | 津山市皿南交差点               |
| 国道53号 / 津山バイパス                                                                                | 岡山県     | 津山市   | 津山市     | 皿                         | 津山市皿交差点                 |
| 国道179号 重複区間起点                                                                                 | 岡山県     | 津山市   | 津山市     | 津山口                     | 一方（いっぽう）交差点         |
| 岡山県道68号津山加茂線                                                                                 | 岡山県     | 津山市   | 津山市     | 昭和町2丁目                |                                |
| 岡山県道394号大篠津山停車場線 重複区間起点                                                             | 岡山県     | 津山市   | 津山市     | 大谷                       | 津山駅前交差点                 |
| 岡山県道26号津山柵原線                                                                                 | 岡山県     | 津山市   | 津山市     | 横山                       | 南町交差点                     |
| 岡山県道394号大篠津山停車場線 重複区間終点 岡山県道452号小原船頭線                                     | 岡山県     | 津山市   | 津山市     | 船頭町                     | 船頭交差点                     |
| 岡山県道350号西吉田川崎線                                                                              | 岡山県     | 津山市   | 津山市     | 川崎                       | 川崎西交差点                   |
| 岡山県道345号上横野兼田線 重複区間起点                                                                 | 岡山県     | 津山市   | 津山市     | 川崎                       |                                |
| 岡山県道477号金屋国分寺線                                                                              | 岡山県     | 津山市   | 津山市     | 国分寺                     | 国分寺交差点                   |
| 国道179号 重複区間終点 国道374号 岡山県道345号上横野兼田線 重複区間終点                                | 岡山県     | 津山市   | 津山市     | 河辺（かわなべ）           | 新河辺交差点                   |
| E2A 中国自動車道                                                                                       | 岡山県     | 津山市   | 津山市     | 河辺                       | 津山インター交差点 13 津山IC   |
| 国道53号 重複区間終点                                                                                  | 岡山県     | 津山市   | 津山市     | 高野本郷                   | 高野交差点                     |
| 岡山県道347号田熊高野停車場線                                                                          | 岡山県     | 津山市   | 津山市     | 田熊（たのくま）           |                                |
| 岡山県道415号工門勝央線 重複区間起点                                                                   | 岡山県     | 津山市   | 津山市     | 下野田                     |                                |
| 岡山県道415号工門勝央線 重複区間終点                                                                   | 岡山県     | 津山市   | 津山市     | 下野田                     |                                |
| 岡山県道67号勝央勝北線                                                                                 | 岡山県     | 勝田郡   | 勝央町     | 植月中                     |                                |
| 津山広域農道 / 作州街道 重複区間起点                                                                   | 岡山県     | 勝田郡   | 勝央町     | 植月東                     |                                |
| 津山広域農道 / 作州街道 重複区間終点                                                                   | 岡山県     | 勝田郡   | 勝央町     | 石生（いしゅう）           |                                |
| 岡山県道353号石生奈義線                                                                                | 岡山県     | 勝田郡   | 勝央町     | 石生                       |                                |
| 岡山県道354号馬橋平福線                                                                                | 岡山県     | 勝田郡   | 勝央町     | 豊久田（とよくだ）         |                                |
| 鳥取県道・岡山県道7号智頭勝田線 岡山県道51号美作奈義線 重複区間起点                                    | 岡山県     | 美作市   | 美作市     | 真加部                     | 真加部交差点                   |
| 岡山県道51号美作奈義線 重複区間終点 津山広域農道 / 作州街道                                            | 岡山県     | 美作市   | 美作市     | 小畑                       |                                |
| 岡山県道388号馬形美作線                                                                                | 岡山県     | 美作市   | 美作市     | 馬形（まがた）             |                                |
| 岡山県道・兵庫県道161号市場佐用線                                                                      | 岡山県     | 美作市   | 美作市     | 粟井中                     |                                |
| 岡山県道357号梶並立石線 重複区間起点                                                                   | 岡山県     | 美作市   | 美作市     | 川上                       |                                |
| 岡山県道357号梶並立石線 重複区間終点                                                                   | 岡山県     | 美作市   | 美作市     | 川上                       |                                |
| 岡山県道5号作東大原線                                                                                  | 岡山県     | 美作市   | 美作市     | 下町                       |                                |
| E29 鳥取自動車道                                                                                       | 岡山県     | 美作市   | 美作市     | 中町                       | 2 大原IC                       |
| 国道373号 重複区間起点                                                                                 | 岡山県     | 美作市   | 美作市     | 中町                       | 中町交差点                     |
| 国道373号 重複区間終点                                                                                 | 岡山県     | 美作市   | 美作市     | 古町                       | 古町交差点                     |
| 緑資源幹線林道粟倉木屋原線                                                                             | 岡山県     | 美作市   | 美作市     | 後山（うしろやま）         |                                |
| 岡山県道・兵庫県道556号後山上石井線                                                                    | 岡山県     | 美作市   | 美作市     | 後山                       |                                |
| 鳥取県道・兵庫県道72号若桜下三河線 重複区間起点                                                        | 兵庫県     | 宍粟市   | 宍粟市     | 千種町黒土                 | 室橋東詰交差点                 |
| 兵庫県道154号千種新宮線                                                                                | 兵庫県     | 宍粟市   | 宍粟市     | 千種町黒土                 | 千草南交差点                   |
| 鳥取県道・兵庫県道72号若桜下三河線 重複区間終点                                                        | 兵庫県     | 宍粟市   | 宍粟市     | 千種町千草                 | 千草交差点                     |
| 兵庫県道520号大沢岩野辺線                                                                              | 兵庫県     | 宍粟市   | 宍粟市     | 千種町岩野辺               |                                |
| 国道29号 重複区間起点                                                                                  | 兵庫県     | 宍粟市   | 宍粟市     | 波賀町上野                 | 斉木口交差点                   |
| 国道29号 重複区間終点                                                                                  | 兵庫県     | 宍粟市   | 宍粟市     | 波賀町上野                 | 上野中交差点                   |
| 兵庫県道6号養父宍粟線 重複区間起点                                                                     | 兵庫県     | 宍粟市   | 宍粟市     | 一宮町三方町（みかたまち） |                                |
| 兵庫県道428号森添三方線 兵庫県道521号道谷三方線 重複                                                   | 兵庫県     | 宍粟市   | 宍粟市     | 一宮町三方町               | 三方町交差点                   |
| 兵庫県道6号養父宍粟線 重複区間終点                                                                     | 兵庫県     | 宍粟市   | 宍粟市     | 一宮町上岸田               |                                |
| 兵庫県道70号十二所澤線 重複区間起点                                                                    | 兵庫県     | 朝来市   | 朝来市     | 八代（やしろ）             |                                |
| E95 播但連絡道路 兵庫県道70号十二所澤線 重複区間終点                                                   | 兵庫県     | 朝来市   | 朝来市     | 八代                       | 朝来インター前交差点 16 朝来IC |
| 国道312号 重複区間起点                                                                                 | 兵庫県     | 朝来市   | 朝来市     | 山口                       | 朝来インター東交差点           |
| E95 播但連絡道路                                                                                       | 兵庫県     | 朝来市   | 朝来市     | 生野町円山（まるやま）     | 15 生野北第二ランプ            |
| E95 播但連絡道路                                                                                       | 兵庫県     | 朝来市   | 朝来市     | 生野町円山                 | 14 生野北第一ランプ            |
| 国道312号 重複区間終点                                                                                 | 兵庫県     | 朝来市   | 朝来市     | 生野町口銀谷（くちがなや） |                                |
| 兵庫県道367号岩屋生野線                                                                                | 兵庫県     | 朝来市   | 朝来市     | 生野町新町                 |                                |
| 国道427号 重複区間起点                                                                                 | 兵庫県     | 丹波市   | 丹波市     | 青垣町大名草（おなざ）     |                                |
| 兵庫県道276号檜倉山東線                                                                                | 兵庫県     | 丹波市   | 丹波市     | 青垣町桧倉（ひのくら）     |                                |
| 兵庫県道7号青垣柏原線                                                                                  | 兵庫県     | 丹波市   | 丹波市     | 青垣町小倉（おぐら）       | 小倉交差点                     |
| 国道427号 重複区間終点                                                                                 | 兵庫県     | 丹波市   | 丹波市     | 青垣町中佐治               |                                |
| 京都府道526号談夜久野線                                                                                | 京都府     | 福知山市 | 福知山市   | 談（だん）                 | 談交差点                       |
| 京都府道・兵庫県道109号福知山山南線 重複区間起点                                                       | 京都府     | 福知山市 | 福知山市   | 口榎原（くちえばら）       | 口榎原交差点                   |
| 京都府道・兵庫県道109号福知山山南線 重複区間終点                                                       | 京都府     | 福知山市 | 福知山市   | 拝師（はいし）             | 拝師交差点                     |
| 国道9号 国道175号 重複 国道176号 重複                                                                  | 京都府     | 福知山市 | 福知山市   | 新庄                       | 新庄交差点 / 終点              |
| 旭バイパス                                                                                             |            |          |            |                            |                                |
| 国道429号 / 現道                                                                                       | 岡山県     | 加賀郡   | 吉備中央町 | 小森                       |                                |
| 岡山県道49号高梁旭線                                                                                   | 岡山県     | 久米郡   | 美咲町     | 江与味                     |                                |
| 岡山県道370号江与味上河内線                                                                            | 岡山県     | 久米郡   | 美咲町     | 江与味                     |                                |
| 未供用区間                                                                                             |            |          |            |                            |                                |
| 岡山県道30号落合建部線 重複区間起点                                                                    | 岡山県     | 久米郡   | 美咲町     | 西川上                     |                                |
| 国道429号 / 現道 岡山県道30号落合建部線 重複区間終点                                                   | 岡山県     | 久米郡   | 美咲町     | 西川上                     |                                |

### 沿線
- 倉敷市立玉島小学校
- 岡山県立玉島高等学校
- 玉島郵便局
- 倉敷市役所玉島支所
- 玉島警察署
- 中国地方整備局岡山国道事務所玉島維持出張所
- 倉敷市立上成小学校
- 高梁川
- 岡山県立水島工業高等学校
- 水島臨海鉄道水島本線
  - 球場前駅 - 倉敷市駅
- 山陽本線
  - 倉敷駅
- 倉敷市立東中学校
- 川崎医科大学附属高等学校
- 山陽新幹線
- 福山（福山城跡）、由加山
- 作山古墳
- 備中国分寺
- 黒谷ダム
- 宇甘川
- 旭川ダム
- 姫新線・因美線
  - 津山駅 - 東津山駅
- 岡山県立大原高等学校
- 智頭急行智頭線
- 道仙寺
- 播但線
- 口銀谷（銀の馬車道）
- 市川
  - 生野ダム
  - 黒川ダム
- 加古川

### 峠
- 岡山県
  - 休乢（久米郡美咲町 - 岡山県津山市）
  - 志引峠（美作市 - 兵庫県宍粟市）
- 兵庫県
  - 鳥ヶ乢（宍粟市）
  - 高野峠（宍粟市）
  - 生野峠 (青垣峠、朝来市 - 同県丹波市）
  - 榎峠（丹波市 - 京都府福知山市）

## ギャラリー

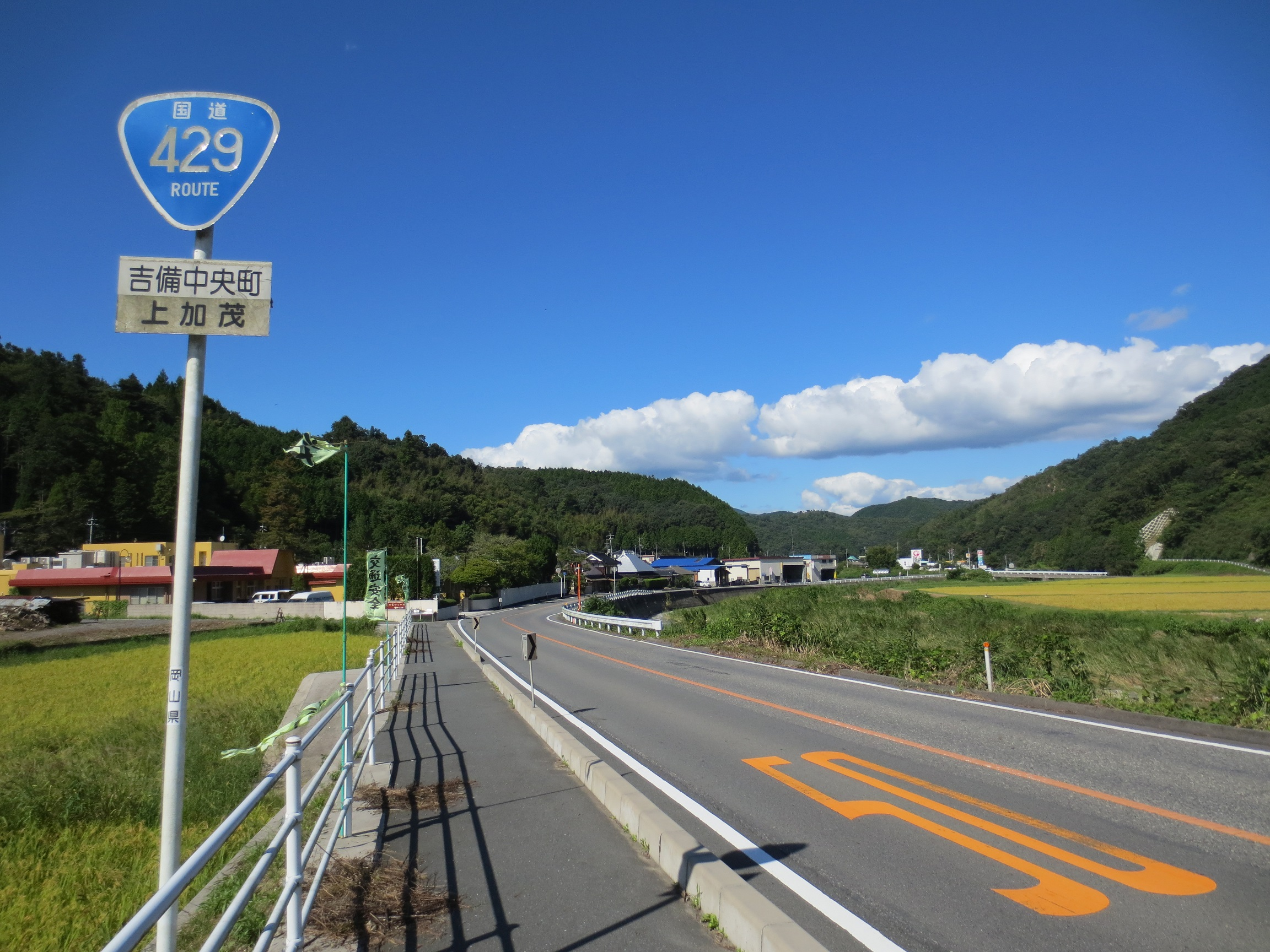
吉備中央町上加茂付近 （2013年9月）
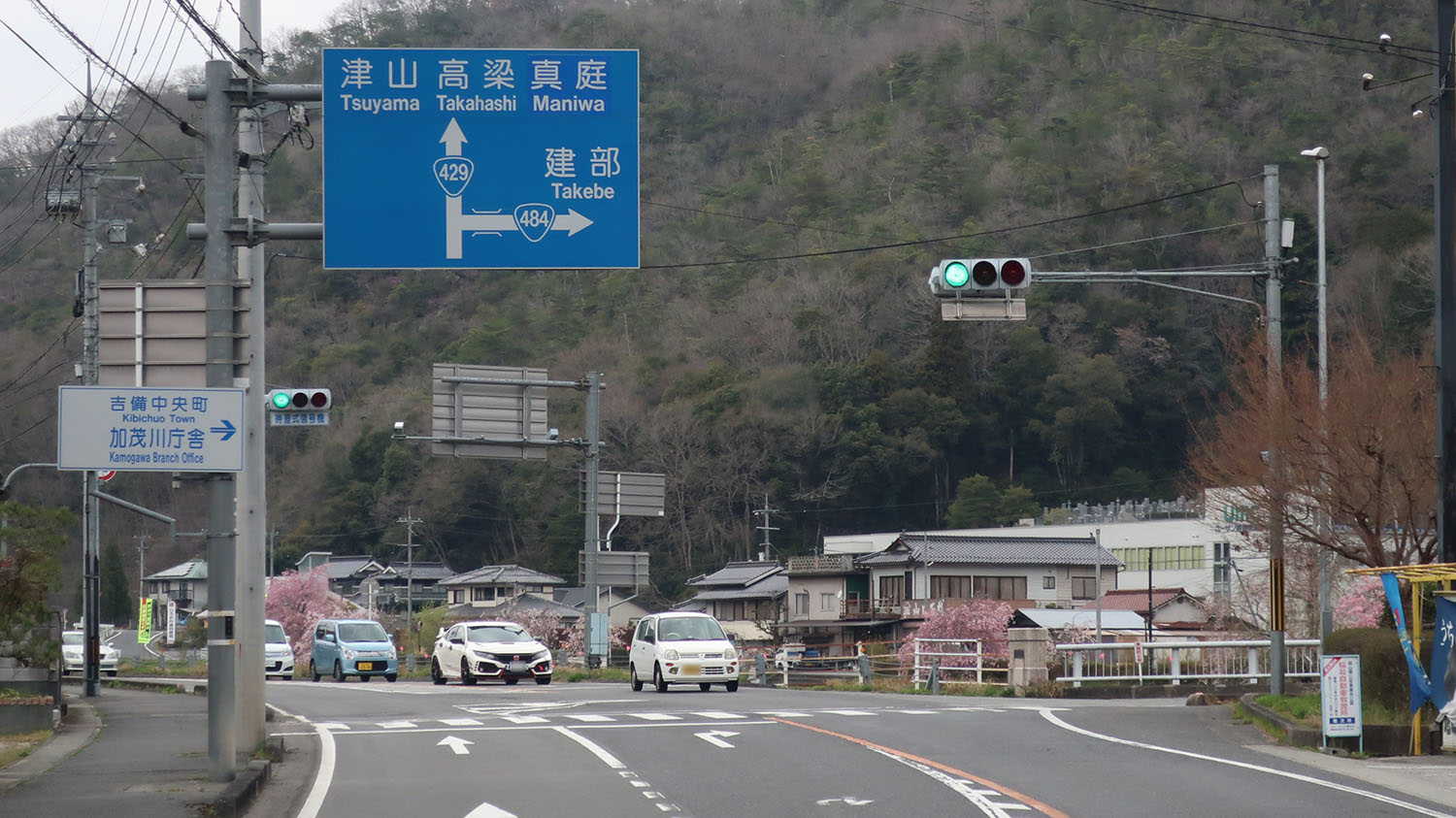
国道484号との分岐 岡山県加賀郡吉備中央町下加茂
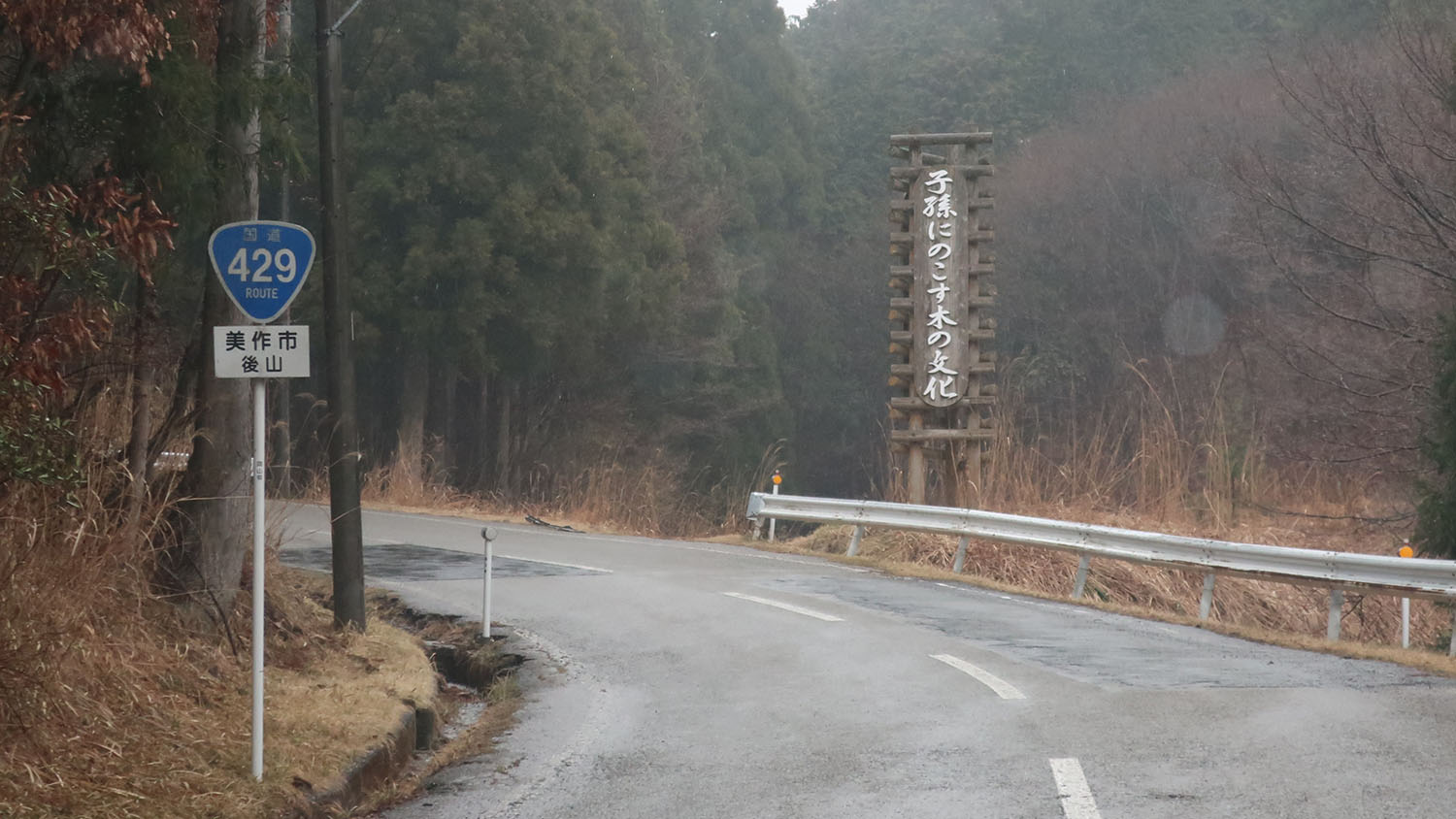
岡山県美作市後山
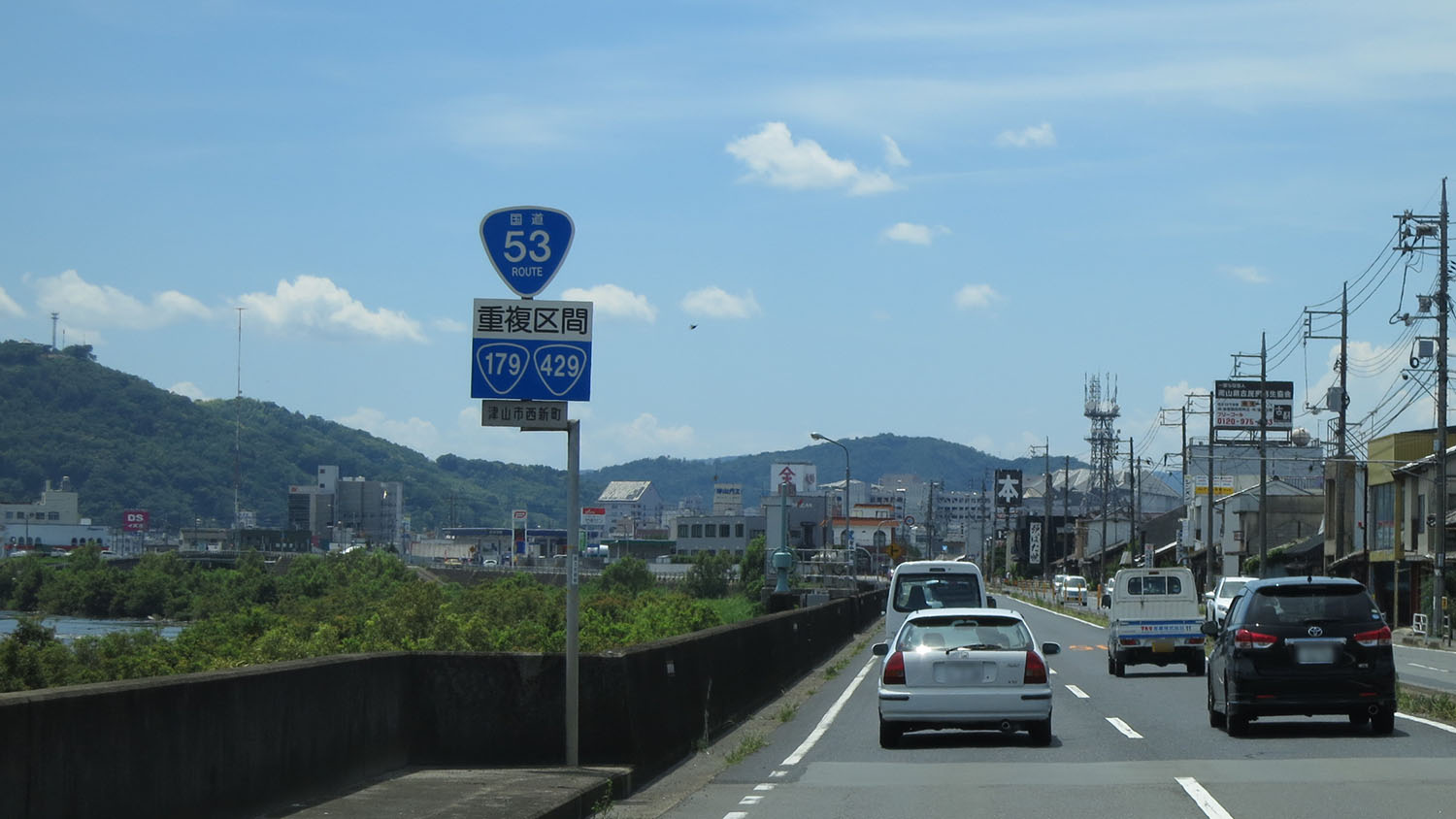
国道53号、国道179号との重複区間 岡山県津山市東新町
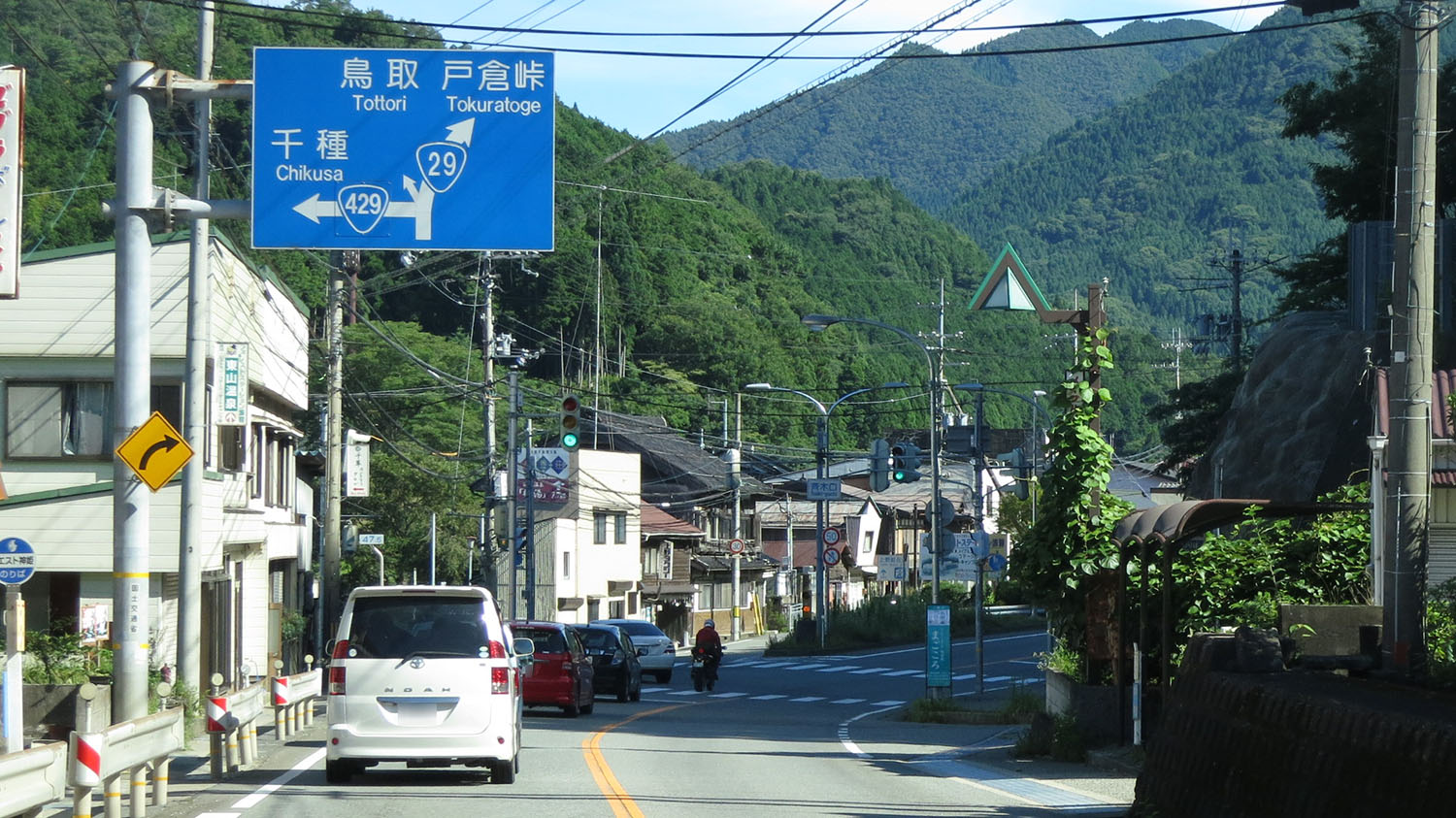
国道29号との分岐 兵庫県宍粟市波賀町
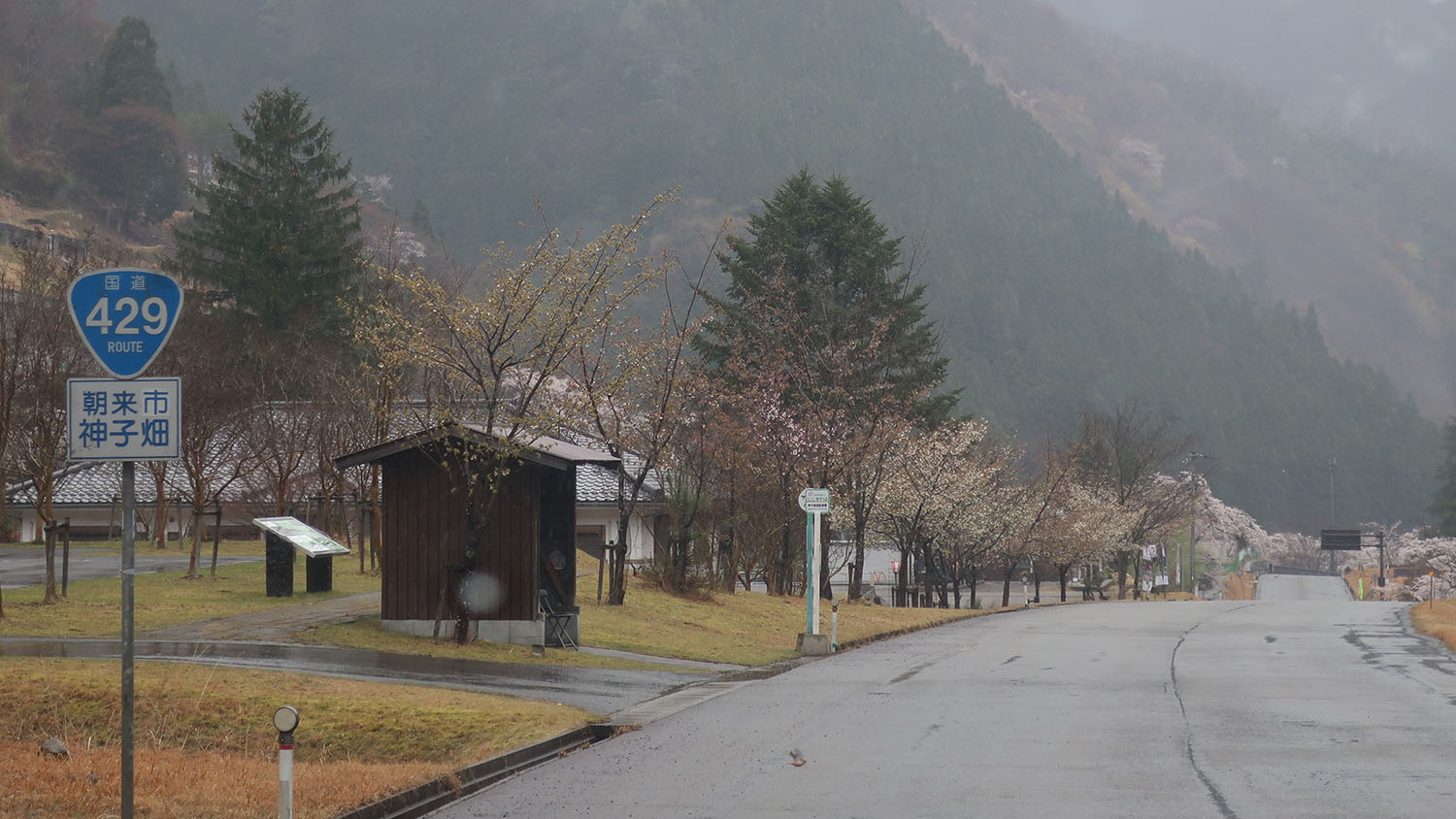
兵庫県朝来市佐嚢